# 希特勒可能患有的单睾症
據坊間傳聞，納粹德國独裁者阿道夫·希特勒可能只有一顆睾丸，这个说法可能是个都市傳说，也有可能源自与他同时期的英国軍歌《希特勒只有一顆蛋》。
希特勒的医生欧文·吉辛以及他的私人医師特奥多尔·莫雷尔都表示希特勒的睾丸没有任何问题，但是希特勒曾經時常拒絕在接受體檢时脱衣服。1970年，苏联方面称尸检结果表明希特勒缺了一顆睾丸，不过该报告的准确性存在争议。2015年12月，据称蘭茨貝格監獄的医師笔记顯示希特勒患有“右侧隐睾症”，其依据是在1923年对希特勒强制进行的一次體檢结果。

## 证据

### 一战中的记录
2008年11月，媒体公布了一个新发现，有个叫约翰·扬博尔（Johan Jambor）的前德国陆军军医曾在1960年代向波兰牧师、业余历史学家弗朗齐歇克·帕夫拉尔（Franciszek Pawlar）讲述了自己在1916年救了希特勒一命的故事，当时他看到希特勒腹股沟受伤，失去了一个睾丸。扬博尔说，就在他们正抬着希特勒走的时候，法军炮火来袭，他们只能暂时丢下他，希特勒开始大声嘶喊，恳求他们回来，还说要是他们丢下他，他就要到军事法庭去告他们。帕夫拉尔的亲属后来找到了这次对话的记录，波兰作家格热戈日·瓦沃奇尼将其发表。小报《Bild》称，据扬博尔表示，“希特勒的腹部和双腿上满是鲜血。他腹部受伤，失去了一个睾丸。他问医生的第一个问题就是‘我还能有孩子吗？’”
有記載表明，希特勒在1916年于索姆河战役中被炮弹炸伤，伤处位于腹股沟或左大腿。伊恩·克肖認為希特勒的伤处位于左大腿。

### 监狱记录
2015年12月，据报道称，兰茨贝格监狱的文件将在公开后被编纂成书。文件中有一份监狱医生约瑟夫·布林施泰纳的记录册，据称该医生在1923年检查过希特勒的身体，说他患有“右侧隐睾”。

### 苏联尸检
1968年，苏联记者列夫·别济缅斯基（Lev Bezymenski）出版了著作《阿道夫·希特勒之死：不为人知的苏联档案文件》。他在书中提到了希特勒尸检的结果。他表示希特勒患有单睾症：
蘇聯红军病理学家檢查希特勒的尸体時发现在希特勒的阴囊内、腹股沟管内部的精索上以及小骨盆里面都找不到左侧睾丸（…）
加拿大史学家罗伯特·G·L·怀特在其著作《精神变态的上帝：阿道夫·希特勒》中表示上述证据的確是真的：
让我们关注下元首的睾丸吧。现在能确定的是，《希特勒只有一个蛋》中的第一句歌词是完全无误的，但他们的最后一句歌词明显有误。
主流史学家们的结论是，自1945年起，苏联提出过各种版本的希特勒最终结局。这导致尸检结果会因為各種原因而遭质疑。记者罗恩·罗森鲍姆在其著作《解释希特勒：找寻他的罪恶之源》中主张希特勒在元首地堡内自杀后，尸体已幾乎被完全燒毀。剩余的尸骸根本不足以進行尸检。罗恩·罗森鲍姆指出苏联的希特勒尸检报告实属伪造。
德国史学家安东·约阿希姆斯塔勒表示：“苏联记者列夫·别济缅斯基的报告荒谬可笑…我手下随便一个助手都能比苏联人做得好…整件事就是个闹剧…拙劣得令人难以忍受…1945年5月8日的尸检记录跟希特勒毫无关系。”史学家伊恩·克肖表示，希特勒等人在被蘇聯红军发现时，爱娃·勃劳恩和希特勒的尸体已被完全焚化，希特勒的遗骸只剩下了下颌骨以及牙床。史学家卢克·戴利-格罗夫斯（Luke Daly-Groves）称，“苏军士兵在希特勒的地堡出口捡起了他们所能找到的所有东西，並把它们装进盒子里，然后声称这就是阿道夫与爱娃·希特勒的遗骸。苏联情报官们的舉動很不专业，他们的调查质量低下，可疑的尸检报告中充斥着前后矛盾的信息…因此我同意安东·约阿希姆斯塔勒、费斯特以及伊恩·克肖等史学家的观点”，他得出的结论是，苏联人根本就没找到希特勒完整的尸骸。
1970年代的纪录片《战争中的世界》的DVD版收录了一段额外内容，這是负责希特勒的尸检工作的苏联军医福斯特·什卡拉夫斯基中校（Favst Shkaravsky）的采访录像。中校在受访时表示，那些参与了尸检的人意外地发现尸体缺了一个睾丸。他明确表示，希特勒并非死于头部中弹。这与已有证据证实的说法——即希特勒打穿了自己的右太阳穴——大相径庭。

## 歌曲
第二次世界大战期间，英国民众中流行着一首名为“希特勒只有一个蛋”的歌曲。英国作家丹诺·布赖恩说自己的父亲托比·奥布莱恩在1939年8月创作了这首歌的原版歌词。这就令人怀疑希特勒患单睾症的说法源自这首英国歌曲，《希特勒只有一个蛋》的曲调又來自柏忌上校進行曲。

## 现代影響
乐队暴力妖姬成员布赖恩·里奇、维克托·德洛伦佐曾是一个名叫“希特勒的失踪睾丸”（Hitler's Missing Testis）的乐队的成员。
狙击精英系列电子游戏中也曾将希特勒的单睾症作为彩蛋，例如杀死希特勒可下载内容中就有這個彩蛋。